# Velika nagrada Kanade
Velika nagrada Kanade (francosko Grand Prix du Canada) je dirka svetovnega prvenstva Formule 1, ki je prvič potekala v sezoni 1967.
Prvotno je bila Velika nagrada Kanade dirka športnih avtomobilov, ki se je redno odvijala med letoma 1961 in 1966 na dirkališču Mosport Park v Bowmanvillu v Ontariu. Na tem dirkališču je bila leta 1967 prvič prirejena kot dirka svetovnega prvenstva Formule 1. Do sezone 1970 se je dirkališče Mosport Park kot gostitelj Velike nagrade Kanade izmenjevalo z dirkališčem Circuit Mont-Tremblant v Québecu, kjer je bila dirka prirejena v letih 1968 in 1970.
Po vrnitvi na dirkališče Mosport Park v sezoni 1971 so varnostni pomisleki Veliko nagrado Kanade trajno preselili na to dirkališče ter je na njem redno potekala do sezone 1977, vendar je bila v sezoni 1975 odpovedana zaradi spora med pivovarnama Labatt in Molson v zvezi z nazivom glavnega sponzorja dogodka.
V sezoni 1978 je bila Velika nagrada Kanade prvič prirejena na sedanji lokaciji na takrat popolnoma novem dirkališču Circuit de l'île Notre-Dame v največjem mestu Québeca Montréalu. Na prvi dirki v Montréalu je zmagal domačin Gilles Villeneuve. Ta se je smrtno ponesrečil na Veliki nagradi Belgije 1982 ter je bilo dirkališče v Montréalu nekaj tednov po njegovi smrti preimenovano v Circuit Gilles Villeneuve.
Dirka je bila od leta 1978 odpovedana štirikrat. V sezoni 1987 že drugič zaradi spora med pivovarnama Labatt in Molson v zvezi s pokroviteljstvom, v sezoni 2009 zaradi pomanjkanja sponzorjev ter nazadnje v sezonah 2020 in 2021 zaradi pandemije koronavirusa.
Velika nagrada Kanade 2005 je bila tega leta najbolj gledana dirka Formule 1 in tretji najbolj gledan športni dogodek na svetu. Dirko leta 2007 je zaznamovala huda nesreča Roberta Kubice, ki je na naslednji dirki v Montréalu dosegel svojo edino zmago v Formuli 1. Najuspešnejša dirkača v zgodovini Velike nagrade Kanade sta Michael Schumacher in Lewis Hamilton s sedmimi zmagami. Hamilton je leta 2007 v Kanadi dosegel svojo prvo zmago v Formuli 1.

## Zmagovalci

### Večkratni zmagovalci
| Št. zmag | Dirkač             | Zmage                                    |
| -------- | ------------------ | ---------------------------------------- |
| 7        | Michael Schumacher | 1994, 1997, 1998, 2000, 2002, 2003, 2004 |
| 7        | Lewis Hamilton     | 2007, 2010, 2012, 2015, 2016, 2017, 2019 |
| 3        | Nelson Piquet      | 1982, 1984, 1991                         |
| 3        | Max Verstappen     | 2022, 2023, 2024                         |
| 2        | Jacky Ickx         | 1969, 1970                               |
| 2        | Jackie Stewart     | 1971, 1972                               |
| 2        | Alan Jones         | 1979, 1980                               |
| 2        | Ayrton Senna       | 1988, 1990                               |
| 2        | Sebastian Vettel   | 2013, 2018                               |

### Po letih
| Leto | Dirkač             | Moštvo              | Dirkališče                | Poročilo |
| ---- | ------------------ | ------------------- | ------------------------- | -------- |
| 2025 | George Russell     | Mercedes            | Circuit Gilles Villeneuve | Poročilo |
| 2024 | Max Verstappen     | Red Bull-Honda RBPT | Circuit Gilles Villeneuve | Poročilo |
| 2023 | Max Verstappen     | Red Bull-Honda RBPT | Circuit Gilles Villeneuve | Poročilo |
| 2022 | Max Verstappen     | Red Bull-RBPT       | Circuit Gilles Villeneuve | Poročilo |
| 2019 | Lewis Hamilton     | Mercedes            | Circuit Gilles Villeneuve | Poročilo |
| 2018 | Sebastian Vettel   | Ferrari             | Circuit Gilles Villeneuve | Poročilo |
| 2017 | Lewis Hamilton     | Mercedes            | Circuit Gilles Villeneuve | Poročilo |
| 2016 | Lewis Hamilton     | Mercedes            | Circuit Gilles Villeneuve | Poročilo |
| 2015 | Lewis Hamilton     | Mercedes            | Circuit Gilles Villeneuve | Poročilo |
| 2014 | Daniel Ricciardo   | Red Bull-Renault    | Circuit Gilles Villeneuve | Poročilo |
| 2013 | Sebastian Vettel   | Red Bull-Renault    | Circuit Gilles Villeneuve | Poročilo |
| 2012 | Lewis Hamilton     | McLaren-Mercedes    | Circuit Gilles Villeneuve | Poročilo |
| 2011 | Jenson Button      | McLaren-Mercedes    | Circuit Gilles Villeneuve | Poročilo |
| 2010 | Lewis Hamilton     | McLaren-Mercedes    | Circuit Gilles Villeneuve | Poročilo |
| 2008 | Robert Kubica      | BMW Sauber          | Circuit Gilles Villeneuve | Poročilo |
| 2007 | Lewis Hamilton     | McLaren-Mercedes    | Circuit Gilles Villeneuve | Poročilo |
| 2006 | Fernando Alonso    | Renault             | Circuit Gilles Villeneuve | Poročilo |
| 2005 | Kimi Räikkönen     | McLaren-Mercedes    | Circuit Gilles Villeneuve | Poročilo |
| 2004 | Michael Schumacher | Ferrari             | Circuit Gilles Villeneuve | Poročilo |
| 2003 | Michael Schumacher | Ferrari             | Circuit Gilles Villeneuve | Poročilo |
| 2002 | Michael Schumacher | Ferrari             | Circuit Gilles Villeneuve | Poročilo |
| 2001 | Ralf Schumacher    | Williams-BMW        | Circuit Gilles Villeneuve | Poročilo |
| 2000 | Michael Schumacher | Ferrari             | Circuit Gilles Villeneuve | Poročilo |
| 1999 | Mika Häkkinen      | McLaren-Mercedes    | Circuit Gilles Villeneuve | Poročilo |
| 1998 | Michael Schumacher | Ferrari             | Circuit Gilles Villeneuve | Poročilo |
| 1997 | Michael Schumacher | Ferrari             | Circuit Gilles Villeneuve | Poročilo |
| 1996 | Damon Hill         | Williams-Renault    | Circuit Gilles Villeneuve | Poročilo |
| 1995 | Jean Alesi         | Ferrari             | Circuit Gilles Villeneuve | Poročilo |
| 1994 | Michael Schumacher | Benetton-Ford       | Circuit Gilles Villeneuve | Poročilo |
| 1993 | Alain Prost        | Williams-Renault    | Circuit Gilles Villeneuve | Poročilo |
| 1992 | Gerhard Berger     | McLaren-Honda       | Circuit Gilles Villeneuve | Poročilo |
| 1991 | Nelson Piquet      | Benetton-Ford       | Circuit Gilles Villeneuve | Poročilo |
| 1990 | Ayrton Senna       | McLaren-Honda       | Circuit Gilles Villeneuve | Poročilo |
| 1989 | Thierry Boutsen    | Williams-Renault    | Circuit Gilles Villeneuve | Poročilo |
| 1988 | Ayrton Senna       | McLaren-Honda       | Circuit Gilles Villeneuve | Poročilo |
| 1986 | Nigel Mansell      | Williams-Honda      | Circuit Gilles Villeneuve | Poročilo |
| 1985 | Michele Alboreto   | Ferrari             | Circuit Gilles Villeneuve | Poročilo |
| 1984 | Nelson Piquet      | Brabham-BMW         | Circuit Gilles Villeneuve | Poročilo |
| 1983 | René Arnoux        | Ferrari             | Circuit Gilles Villeneuve | Poročilo |
| 1982 | Nelson Piquet      | Brabham-BMW         | Circuit Gilles Villeneuve | Poročilo |
| 1981 | Jacques Laffite    | Ligier-Matra        | Circuit Île Notre-Dame    | Poročilo |
| 1980 | Alan Jones         | Williams-Ford       | Circuit Île Notre-Dame    | Poročilo |
| 1979 | Alan Jones         | Williams-Ford       | Circuit Île Notre-Dame    | Poročilo |
| 1978 | Gilles Villeneuve  | Ferrari             | Circuit Île Notre-Dame    | Poročilo |
| 1977 | Jody Scheckter     | Wolf-Ford           | Mosport Park              | Poročilo |
| 1976 | James Hunt         | McLaren-Ford        | Mosport Park              | Poročilo |
| 1974 | Emerson Fittipaldi | McLaren-Ford        | Mosport Park              | Poročilo |
| 1973 | Peter Revson       | McLaren-Ford        | Mosport Park              | Poročilo |
| 1972 | Jackie Stewart     | Tyrrell-Ford        | Mosport Park              | Poročilo |
| 1971 | Jackie Stewart     | Tyrrell-Ford        | Mosport Park              | Poročilo |
| 1970 | Jacky Ickx         | Ferrari             | Mont-Tremblant            | Poročilo |
| 1969 | Jacky Ickx         | Brabham-Ford        | Mosport Park              | Poročilo |
| 1968 | Denny Hulme        | McLaren-Ford        | Mont-Tremblant            | Poročilo |
| 1967 | Jack Brabham       | Brabham-Repco       | Mosport Park              | Poročilo |